# Trio elétrico

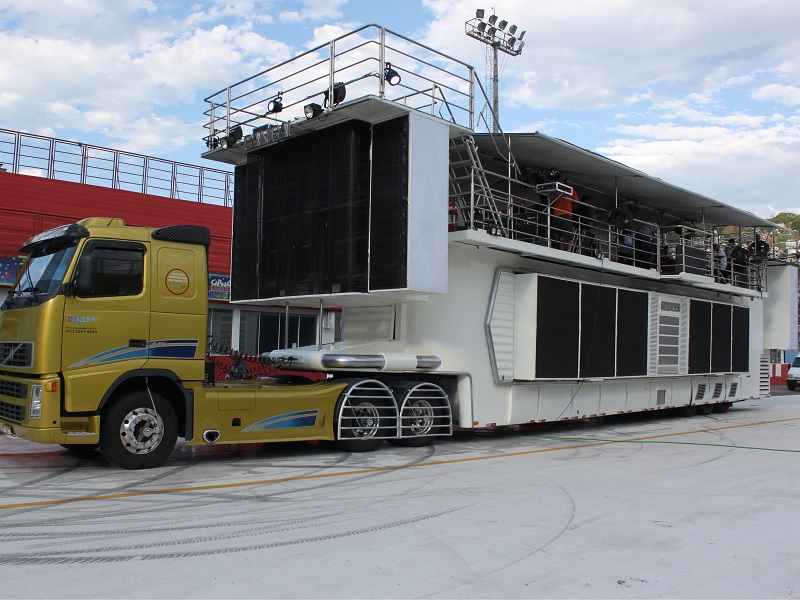
Visão geral de um Trio Elétrico moderno

Trio elétrico é um caminhão ou carreta adaptado com aparelhos de sonorização para a apresentação de música ao vivo. Através de caixas amplificadoras e alto-falantes, são tocados ritmos como axé, pagode baiano, samba, samba-reggae, frevo etc. É um dos maiores fenômenos de massa do país.
Foi criado no estado brasileiro da Bahia, com origem em Salvador, no ano de 1950 com os músicos Dodô (Adolfo Antônio Nascimento) e Osmar Macedo. Ao longo das décadas, evoluiu ao ponto de se tornar um dos grandes atrativos do Carnaval de Salvador e de outras festas do país.

## Histórico

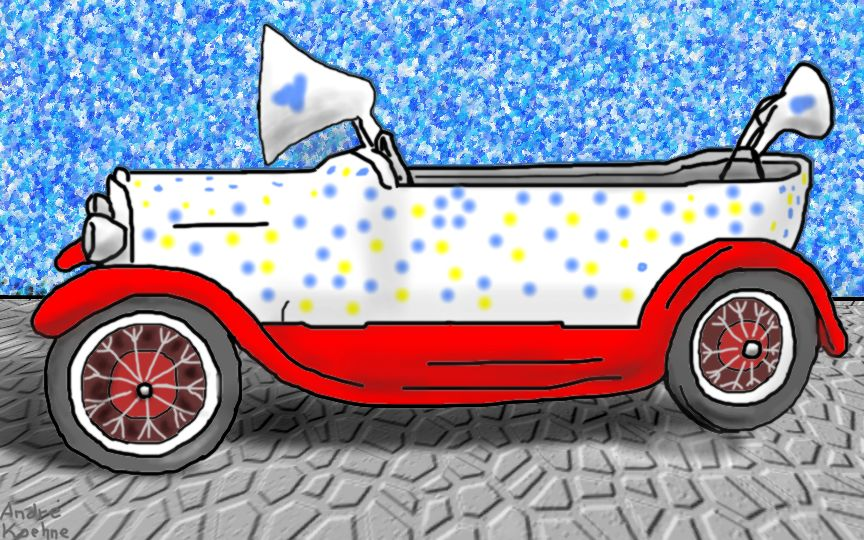
Ilustração do primeiro trio elétrico - a "fobica" de Dodô e Osmar.

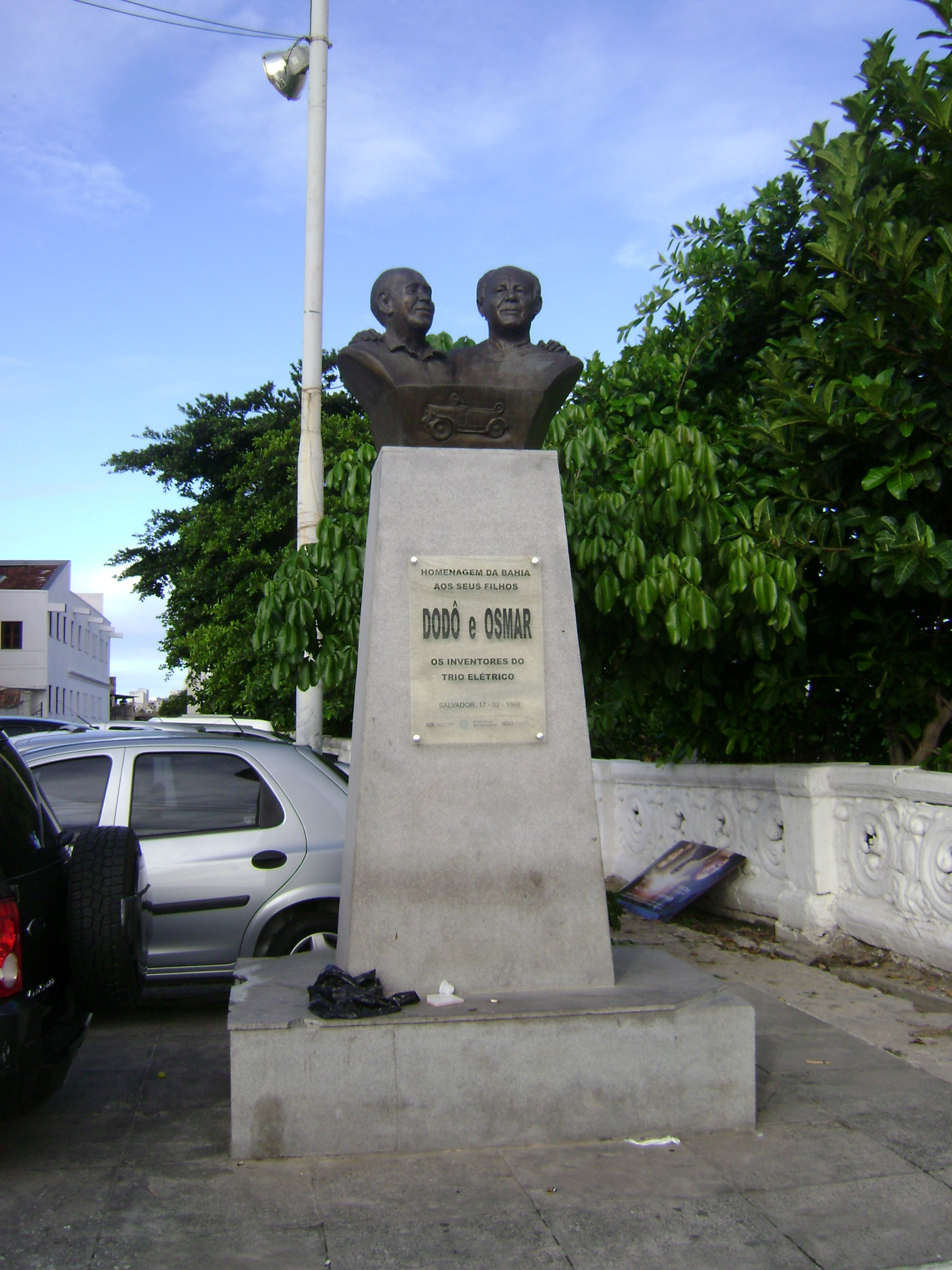
Estátua de Dodô e Osmar em Salvador, na Bahia.

No começo de 1950 o Clube Carnavalesco Misto Vassourinhas do Recife partira para uma apresentação no Rio de Janeiro e, como a embarcação em que viajavam faria uma escala na capital baiana, a Prefeitura convidou-os para realizarem uma apresentação enquanto esta durasse. Assim, no dia 31 de janeiro daquele ano realizaram um desfile pelas ruas de Salvador, como registrou Leonardo Dantas Silva: "rico estandarte alçado ao vento, morcego abrindo a multidão, balizas puxando dois cordões (...) tudo ao som de uma fanfarra de 65 músicos que, com seus metais em brasa, viriam naquele momento revolucionar a própria história da música popular brasileira."
Logo, a multidão empolgada acompanhava o cortejo, ao qual vieram os próprios músicos se misturar, em grande folia. Rumava o desfile para seu ponto alto na Rua Chile, então a principal artéria da cidade. Mas um incidente no qual um dos músicos pernambucanos se feriu fez com que o grupo interrompesse a apresentação, frustrando os que lá aguardavam sua passagem.
Vendo a animação com que o público reagira ao frevo e para suprir a frustração provocada pela interrupção do desfile, Adolfo Antônio Nascimento - apelidado de Dodô - e seu amigo Osmar Álvares Macedo, adaptaram um Ford 1929, ligando à bateria do automóvel um violão e um protótipo de guitarra, criando assim a "Fobica", que mais tarde seria reconhecida como o primeiro trio elétrico do mundo. A dupla elétrica Dodô e Osmar saiu pelas ruas executando o ritmo recifense, com enorme sucesso.
No ano seguinte trocaram de carro por uma pick-up Chrysler Fargo e adicionaram um triolim (guitarra tenor) tocado pelo amigo Temístocles Aragão formando, assim, o "trio elétrico"; em 1952 mais inovações foram introduzidas, formando um total de oito alto-falantes, geradores adicionais, e receberam o apoio da fábrica baiana de refrigerantes Fratelli Vita; em 1953 a invenção foi copiada por outros grupos ("5 Irmãos", "Ipiranga" e "Conjunto Atlas") e o conceito do "Trio Elétrico" se consagrou. Em 1959 apresentaram-se no Recife, então com patrocínio da Coca-Cola, fechando o ciclo das influências carnavalescas.
Os trios foram ampliando em tamanho, na década de 1960, pelo uso de caminhões cada vez maiores, época em que Dodô e Osmar deixaram de se apresentar. Ligados a blocos identificados por camisões coloridos - as mortalhas - os grupos passam a se isolar dos demais foliões por meio de cordas de separação. Destacava-se, desde então, o Trio Elétrico Tapajós, que era contratado pela Prefeitura do Recife para se apresentar naquela cidade. Em 1969 a canção Atrás do Trio Elétrico, de Caetano Veloso, divulgou em todo o Brasil o fenômeno até então restrito aos dois estados nordestinos.
Na década seguinte teve início a profissionalização, sendo o Trio Tapajós transformado numa empresa, em 1976. No ano 1978 Moraes Moreira levou o cantor para o trio, com a canção Assim Pintou Moçambique. Teve início uma nova fase do Carnaval Baiano, e do próprio trio, renovado com a presença vocal, na figura de Moraes, que apresentava sucessos cantados pela primeira vez no "palco móvel" dos trios, como "Varre, Varre Vassourinha" - homenagem ao Clube recifense que deu início a tudo - pois até então os trios eram exclusivamente instrumentais, como relembra o compositor Manno Góes.
Moraes ligara-se ao guitarrista Armandinho, filho de Osmar Macedo, e experimentaram a inovação de trazer um cantor sobre o trio. O artista relata ainda que a ideia surgira anteriormente, em conversa com Gilberto Gil, onde esse observava que seria necessário "botar uma força no trio", pois já não aguentava mais escutar as mesmas coisas sendo tocadas.
Até o ano de 1992, os Trios Elétricos eram montados sobre caminhões trucks, quando Arsênio Oliveira, do Trio Elétrico TOP 69, teve a ideia de montar sobre uma prancha de reboque o trio elétrico para ser puxado por um cavalo mecânico, criando assim o primeiro Trio Elétrico carreta do país. Na época muitos comentaram que não daria certo a ideia. Ano seguinte, os grandes Trios Elétricos Independentes começaram a tirar suas carrocerias dos caminhões trucks e colocá-las sobre a prancha de reboque.

## Terminologia do trio
Algumas palavras passaram a ter significados específicos, quando ligados ao trio elétrico: foram trieletrizadas. Alguns neologismos do trio:
- Abadá - Camisa destinada a identificar os integrantes do bloco de trio; somente aqueles que possuem o objeto podem ficar na parte interna das cordas que cercam o bloco.[11]
- Camarote alternativo - nome que se dá aos apartamentos limítrofes aos circuitos da folia soteropolitana, que durante o carnaval são alugados aos foliões, para dali acompanharem a passagem dos trios.[12]
- Cordeiro - espécie de segurança, contratado para segurar as cordas que cercam os integrantes do bloco de trio.[11]
- Pipoca - folião que, não tendo abadá, fica de fora das cordas mas acompanha os trios que passam.[11]

## Economia

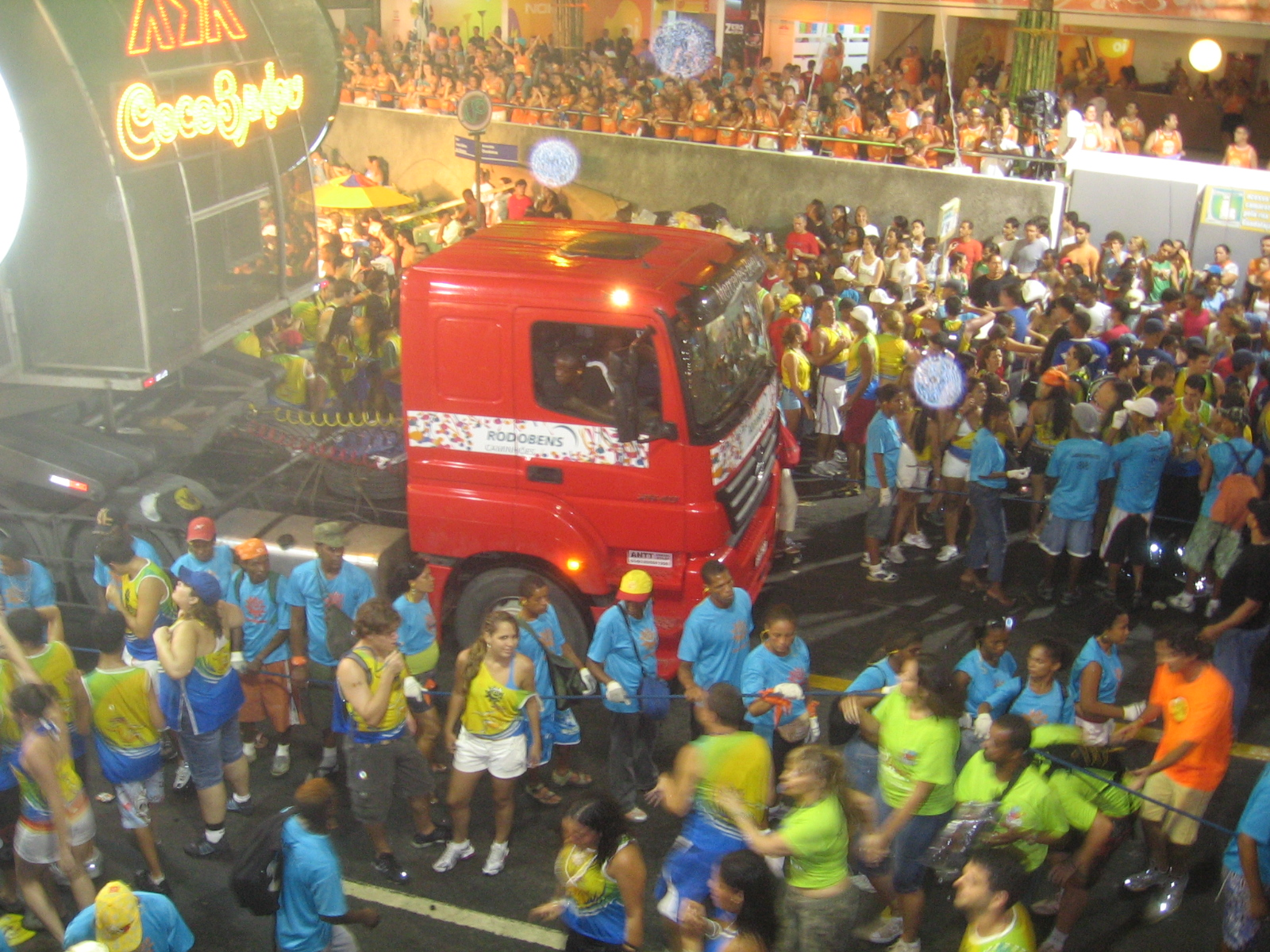
Trio elétrico do bloco Coco Bambu no carnaval de Salvador em 2007, com cordeiros de camisa azul, foliões do bloco com abadá amarelo e azul, foliões pipoca no entorno e pessoas no camarote ao fundo

O advento do trio elétrico marca a história do carnaval baiano, a partir de sua criação, dividido-a em 3 fases distintas: o surgimento e crescimento, a partir dos anos 1950; a participação dos blocos-afro e, finalmente, a criação dos blocos de trio.
O trio permitiu a criação de uma nova indústria fora do eixo Rio-São Paulo: até então para algum artista vir a se projetar no cenário cultural havia uma "diáspora" para o Sul, onde buscava de alguma forma o reconhecimento; com o trio, isto passou a ocorrer na própria Bahia, e a partir dela. Antes artistas e grupos como Dorival Caymmi, Caetano Veloso, Novos Baianos, João Gilberto ou Chiclete com Banana - este último tendo saído e retornado, inicialmente, sem obter resultado - migraram para os estados até então monopolizadores da indústria cultura do Brasil.
A junção do trio, do elemento afrodescendente renovador dos ritmos e da indústria autóctone, o carnaval baiano permitiu o surgimento de novos ritmos da chamada axé music (desde o fricote de Luiz Caldas; dos grupos de axé, como Banda Eva, Asa de Águia, Cheiro de Amor, Chiclete com Banana, Banda Beijo, Babado Novo e Ara Ketu, os de pagode baiano, como Terra Samba e É o Tchan!, os de samba-reggae, como Timbalada e Olodum, e cantores, como Margareth Menezes, Daniela Mercury, Ivete Sangalo, Carlinhos Brown, Ricardo Chaves, Netinho, Gilmelândia, Claudia Leitte, Carla Visi, Carla Cristina e outros e grupos como Terra Samba e muitos outros.
Com o trio o carnaval passou a ser também item estratégico para a administração pública e para a economia local, alavancando negócios no turismo cultural, no surgimento e manutenção de novos artistas e organizações (blocos, afoxés, trios "independentes"), produtos (abadás, discos, shows, etc.) até no próprio trio elétrico em si (alugueis e fabricação de trios) - matriz de tudo - movimentando verdadeiras fortunas a cada ano.

## Interação do público

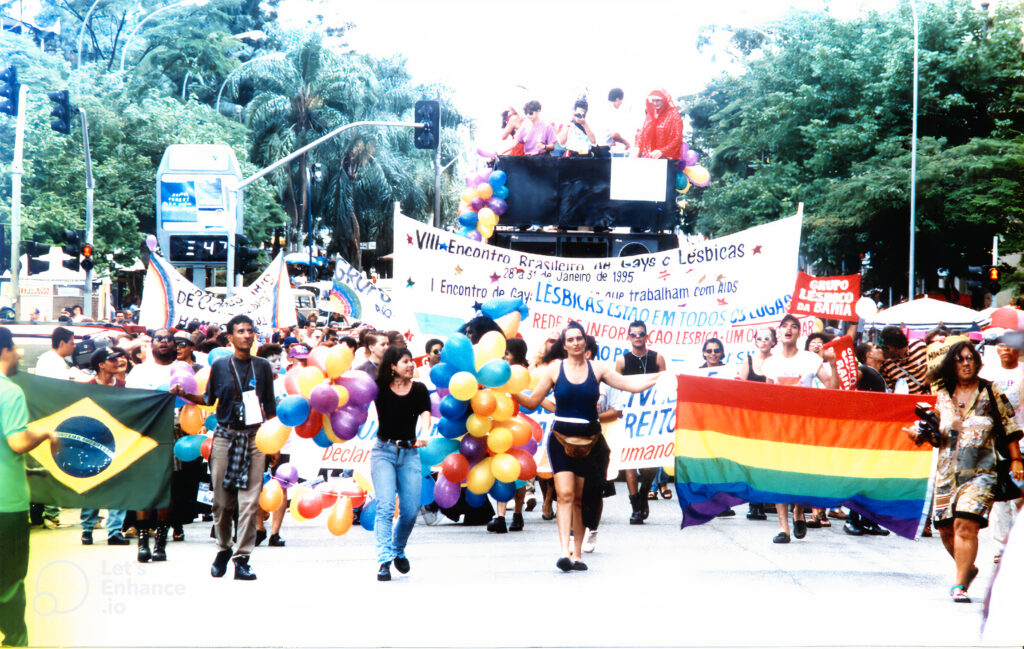
Trio elétrico durante parada do orgulho LGBT realizada por ocasião do VIII Encontro Brasileiro de Gays e Lésbicas (EBGL) em 1995 em Curitiba

Embora o crescimento do trio tenha permitido a criação de uma nova indústria de relativa importância na Bahia, sua essência permanece na relação entre o artista e o folião; a este respeito Betinho, músico filho de Osmar Macedo, declarou: "Quando a gente está tocando em cima do trio e vê aquele negão pulando lá embaixo... De repente, o negão pensa que você está tocando para ele dançar, mas não é. Ele é que está dançando para você tocar. É ele quem está lhe dando toda a informação de que você precisa para suingar. É uma troca muito feliz. Porque, de repente, você faz isso e depois vê a praça toda dançando igual ao negão. Quer dizer: ele mandou para você e você mandou para o povo."

## Efeitos auditivos nocivos e restrições
Nos anos 1960 os amplificadores usados tinham uma potência de 100 watts. Nos anos 1970 atingiam 20 a 30 mil watts, possuindo dez anos mais tarde valores entre 100 a 500 mil watts, capazes de provocarem danos à audição em volume máximo, sobretudo dos músicos.
A pressão sonora sofrida pelos músicos do trio superam aos de músicos de rock e de orquestras, resultando tal exposição em sintomas como dor de cabeça, sensação de plenitude auditiva e tontura, além da presença de zumbidos com a perda da capacidade auditiva. Tais efeitos tornam necessárias medidas de proteção auricular por parte dos profissionais que tocam sobre os trios.
Foliões e ouvintes involuntários (tais como moradores residentes próximos ao trajeto dos trios) também estão sujeitos aos efeitos nocivos do alto volume sonoro a que estão expostos, merecendo cuidados.
Algumas cidades históricas têm proibido a passagem de trios elétricos em suas ruas, visando proteger os antigos e frágeis prédios das fortes vibrações sonoras causadas pela potência excessiva dos equipamentos, a exemplo da mineira Tiradentes e das goianas Pirenópolis e Goiás.

## Citações musicais
Já num álbum de 1969 Caetano Veloso vaticinava: "Atrás do trio elétrico só não vai quem já morreu" (in: "Atrás do trio elétrico", do álbum Caetano Veloso). Na canção "Trio Elétrico" Caetano faz um jogo poético: "o trio eletro-sol rompeu no meio-di, no meio-dia" "O trio elétrico, para quem é baiano, é uma coisa muito forte... Acho que nem dá para explicar. Eletricidade, música elétrica, para mim, vai ser sempre o trio elétrico." - Moraes Moreira.
Em 2009 a cantora Gilmelândia lançou a faixa "Rua" em homenagem aos 60 anos do trio, onde canta "Vem atrás de mim / Venha atrás do trio / Do caminhão / Levanta mão / E tira o pé do chão". Em 2010 Carlinhos Brown também lançou uma canção para homenagear os 60 anos do trio, intitulada "Parente do Avião", em que o refrão repete: "Ele é sexy / Ele é sexy / Ele é sexy / Ele é sexagenário", e o define, mais adiante: "O trio é de ninguém / O trio é regional / O trio é federal / O trio é o Brasil / Internacional". A canção conta com a participação de importantes nomes da axé music como Daniela Mercury, Ivete Sangalo, Margareth Menezes, Armandinho, Claudia Leitte e Luiz Caldas.